# Município de Colerain (condado de Belmont, Ohio)
Localização do Ohio nos E.U.A.
O município de Colerain (em inglês: Colerain Township) é um município localizado no condado de Belmont no estado estadounidense de Ohio. No ano 2010 tinha uma população de 4276 habitantes e uma densidade populacional de 66,12 pessoas por km².

## Geografia
O município de Colerain encontra-se localizado nas coordenadas 40° 06′ 50″ N, 80° 50′ 02″ O. Segundo a Departamento do Censo dos Estados Unidos, o município tem uma superfície total de 64.67 km², da qual 64,25 km² correspondem a terra firme e (0,65 %) 0,42 km² é água.

## Demografia
Segundo o censo de 2010, tinha 4276 pessoas residindo no município de Colerain. A densidade de população era de 66,12 hab./km².